# Bara Kolenc
Bara Kolenc, slovenska filozofinja in umetnica na področju uprizoritvenih umetnosti, * 20. marec 1978, Ljubljana
Bara Kolenc je članica Društva za teoretsko psihoanalizo in trenutna predsednica Mednarodnega heglovskega združenja Aufhebung. Zaposlena je kot raziskovalka na Oddelku za filozofijo Filozofske fakultete Univerze v Ljubljani in kot predavateljica na Akademiji za gledališče, radio, film in televizijo Univerze v Ljubljani. Je avtorica knjige »Ponavljanje in uprizoritev: Kierkegaard, psihoanaliza, gledališče«, Društvo za teoretsko psihoanalizo, Analecta, Ljubljana, 2014. [1]
Bara Kolenc je prejemnica nemške gledališke nagrade Theatertreffen Stückemarkt Comission of Work  (2016) in Priznanja za pomembna umetniška dela Univerze v Ljubljani (2018).

## Izobrazba
Študirala je filozofijo in primerjalno književnost z literarno teorijo na Filozofski fakulteti Univerze v Ljubljani, kjer je leta 2004 diplomirala, leta 2014 pa doktorirala iz filozofije. Mentor njene diplomske in doktorske naloge je bil Mladen Dolar. 
Ima klasično in sodobno plesno izobrazbo, ki jo je pridobila na Konservatoriju za glasbo in balet Ljubljana. Leta 2003 je prejela evropsko štipendijo Danceweb za mlade nadarjene koreografe in plesalce, ki jo podeljuje ImplusTanz na Dunaju.[2] 

## Ozadje
Pri 15-ih letih je predstavila svojo prvo kratko koreografijo Sama, pri 19-ih letih pa svojo prvo celovečerno plesno predstavo Bela. Njeni začetki so bili v javnosti dobro sprejeti, zato je v času študija začela sodelovati pri številnih slovenskih in mednarodnih umetniških projektih na področjih uprizoritvenih umetnosti, filma in vizualnih umetnosti. Ob tem je razvijala svoje avtorsko delo na področju plesa, potovala in nastopala na številnih prestižnih in »underground« prizoriščih ter festivalih po Evropi, Balkanu in na Bližnjem vzhodu. V času študija je tudi začela dolgoletno sodelovanje s Teatrom Pozitiv in Želimirjem Žilnikom, s katerim je ekipa Kud Pozitiv raziskovala travmatizirano povojno balkansko območje. 

## Filozofsko delo
Bara Kolenc, kot članica ljubljanske šole, izhaja iz branja Hegla in Marxa prek Freuda in Lacana kot konceptualnega izhodišča za kritiko ideologije. 
Raziskuje tudi notranje meje strukturno-ontološkega jedra ljubljanske šole, da bi razvila konceptualni in epistemološki pogled, ki bi ustrezal novim postopkom resnice in novim produkcijam realnosti, ki so se pojavile na prelomu stoletja. 
Pri tem se osredotoča na vprašanje začetka, konca in nastanka novega, ter raziskuje procese ontologizacije časa skozi zgodovino filozofije. Ta vprašanja povezuje s problemom ponavljanja, ki tvori jedro njenih dosedanjih raziskav.
Predlaga štiri osnovne matrice ponavljanja kot metodološko orodje za razumevanje različnih pristopov k vprašanju začetka in ontologizaciji tega vprašanja v zgodovini filozofije. Štiri matrice ponavljanja, ki jih predlaga, so deflacija, reformacija, inflacija in produkcija (oz. kreacija). 
Svoje ontološko-strukturne raziskave povezuje z aktualnimi vprašanji našega časa, kot so vprašanje ekološke krize, antropogeneze, živalskosti, prepoznosti in razsvetljenstva ter s kritiko neoliberalizma, kapitalizma in zagat postmodernizma.
Prav tako se ukvarja z vprašanjem uprizarjanja oz. insceniranja subjekta in z vzvodi, ki na ravni uprizoritve konstituirajo intersubjektivnost, družbenost in delovanje oblastnih mehanizmov, ter z vprašanjem produkcijske moči jezika. Ukvarja se tudi s konceptom obraza in s fenomenom dotika v razmerju do mišljenja in jezika. [11] 
Bila je ena od pobudnic in organizatork treh odmevnih mednarodnih filozofskih konferenc v Ljubljani: Repetition/s: Performance and Philosophy in Ljubljana (2016), Concept / s: Hegel's Aesthetics (2018) in Hegel's 250th Anniversary: Too-late? (2020).[9]

## Umetniško delo
Bara Kolenc deluje na stičišču uprizoritvenih umetnosti, vizualnih umetnosti in eksperimentalnih umetniških oblik. Svoje projekte zastavi kot večmedijske enote, v okviru katerih preizprašuje določene teme in njihovo umestitev v konkretno družbeno okolje. Pogosto je tudi avtorica besedil svojih predstav. 
V svojem umetniškem delu obravnava posameznikovo odtujenost, vrtičenje njegove želje in njegovo ustvarjalno moč. Poglablja se v meje in brazgotine človeškega ter se vedno znova ukvarja z družbenimi vprašanji neenakosti, revščine, marginalizacije in z osebnimi vprašanji iskanja, upora, boja, prestopništva, kreacije in norosti. Pri rekontekstualizaciji tem, ki se jih loteva, kritično obravnava procese moči kanonizacije in zgodovinopisja, pri čemer pogosto postavlja v ospredje nekatere pozabljene osebe iz novejše slovenske zgodovine, kot so kiparka Karla Bulovec Mrak, transspolna odvetnica Ljuba Prenner ali sodobna plesalka Marta Paulin-Brina. Tako se pogosto srečuje z vprašanjem spola in žensk.  
Je ustanovna članica dveh umetniških kolektivov: Threshold Collective in Eat-Art Collective. 

## Drugo
Leta 2010 je napisala nacionalno nagrajeno izobraževalno knjigo za otroke Kje pa ti živiš?, v soavtorstvu z arhitektko dr. Živo Deu.  
V letih 2011 in 2012 je bila predsednica Društva za sodobni ples Slovenije (DSPS).